# Дамдинов, Жаргал Альбертович
Жаргал Альбертович Дамдинов (3 августа 1996, с. Гунэй, Агинский район, Агинский Бурятский округ, Забайкальский край, Россия) — российский борец вольного стиля. Мастер спорта России международного класса. Призёр чемпионата России.

## Спортивная карьера
Является воспитанником СШОР №3 города Чита. 24 апреля 2014 года принимал участие на Первенстве России среди юниоров в Сочи, где уступил в 1/8 финала Абдулвагабу Шахбанову, также он через утешительные схватки не смог добраться до малого финала и остался без медали. 15 января 2015 года ему было присвоено звание мастер спорта России. 6 марта 2016 года в Якутске, одолев в финале Владислава Кривошапкина из Якутии, победил на международном турнире среди юниоров памяти Романа Дмитриева. 11 марта 2017 года в Улан-Удэ он стал бронзовым призёром международного турнира на призы главы Бурятии. В сентябре 2018 года в Кемерово завоевал бронзовую медаль международного турнира «Шахтерская слава». В ноябре 2018 года в казахстанском Таразе, поборов в финальной встрече Димчика Ринчинова из Белоруссии, победил на международном турнире памяти Динмухамета Кунаева. 9 декабря 2018 года во Владикавказе на международном турнире «Аланы» в малом финале на туше проиграл Рамизу Гамзатову из Дагестана, заняв 5 место. 12 октября 2019 года в Якутске, поборов в финале Арыйана Тютрина из Якутии, одержал победу на международном турнире памяти Дмитрия Коркина. 24 января 2020 года в Красноярске на Гран-при «Иван Ярыгин» в малом финале проиграл схватку за бронзу Рамизу Гамзатову. 30 марта 2020 года ему было присвоено звание мастер спорта России международного класса. 16 октября 2020 года на чемпионате России в Наро-Фоминске, одолев в схватке за 3 место Ибрагима Ильясова из Калининградской области, завоевал бронзовую медаль. 13 марта 2021 года неудачно выступил на чемпионате России в Улан-Удэ, на котором в 1/16 финала проиграл Чермену Тавитову из Северной Осетии, покинув турнир. 27 января 2022 года в Красноярске на международном турнир Гран-При Иван Ярыгин в квалификации уступил Рамизу Гамзатову, его соперник вышел в финал, а ДАмдинов принимал участие в утешительных схватках, однако до малого финала не дошёл. 19 мая 2022 года на турнир «Иван Поддубный» в Москве, победил в малом финале Алдара Мункуева из Бурятии удостоился бронзовой медали.  25 июня 2022 года на чемпионате России в Кызыле в схватке за 3 место уступил на туше Баширу Магомедову.  25 августа 2022 года принимал участие на Всероссийской спартакиаде в Казани, дошёл до 1/4 финала, где уступил Чермену Тавитову. В декабре 2022 года в Майкопе в составе сборной Бурятии принимал участие в командном Кубке России. 30 апреля 2023 года на Международном турнире «Baikal Open» на призы Главы Бурятии в Улан-Удэ в схватке за бронзовую медаль проиграл Бекболоту Мирзаназару Уллу из Кыргызстана. 7 сентября 2023 года в Якутске неудачно выступил на международном турнир памяти Дмитрия Коркина, где в 1/8 финала он проиграл Муслиму Мехтиханову из Дагестана, и покинул турнир.

## Спортивные результаты
- Чемпионат России по вольной борьбе 2020 — ;